# Главк
Главк (на гръцки: Γλαῦκος; на латински: Glaucus, Glaukos), в древногръцката митология е:
1. бог – едно от низшите морски божества, на особена почит сред рибарите и моряците, на които се явявало на помощ. Имал дарба да пророкува. Участвал в похода на аргонавтите, един от строителите на кораба Арго и негов кормчия. Според мита първоначално рибар от Беотия. Веднъж докато бил на риболов вкусил от вълшебна билка, скочил от брега в морето където Океан и Тетия го очистили от земните недостатъци и го превърнали в морско божество. Влюбил се безумно в Сцила, която нимфата Кирка превърнала поради ревност в морско чудовище.
2. син на плеядата Меропа и Сизиф — владетел на Коринт. Баща на Белерофонт.
3. Внук на Белерофонт. Водел е ликийците по време на Троянската война, които са се биели на страната на троянците.